# Assur-rim-nisheshu
Assur-rim-nisheshu, rey asirio (1409 a. C. - 1401 a. C.) del llamado Imperio Medio.
Ascendió al trono asirio tras destronar a su padre, Assur-bel-nisheshu. Su reinado se desarrolló en una época oscura, pues Asiria se hallaba sometida al poder del imperio de Mitanni. De Assur-rim-nisheshu nos queda testimonio de la reconstrucción de las murallas de Assur.
Fue sucedido por su hijo Assur-nadin-akhkhe II.
| Predecesor: Assur-bel-nisheshu | Rey de Asiria 1409-1401 a. C. | Sucesor: Assur-nadin-akhkhe II |